# Skirmunciszki (rejon oszmiański)
Skirmunciszki – dawny folwark. Tereny, na których był położony, leżą obecnie na Białorusi, w obwodzie grodzieńskim, w rejonie oszmiańskim, w sielsowiecie Kamienny Łoh.

## Historia
W czasach zaborów folwark prywatny w gminie Polany, w powiecie oszmiańskim, w guberni wileńskiej Imperium Rosyjskiego. W 1866 roku liczył 15 mieszkańców. W 1905 roku liczył 10 mieszkańców, 30 dziesięcin, własność Żebrowskiego.
W latach 1921–1945 folwark leżał w Polsce, w województwie wileńskim, w powiecie oszmiańskim, w gminie Polany.
W 1931 w 2 domach zamieszkiwało 15 osób.
Wierni należeli do parafii rzymskokatolickiej w Murowanej Oszmiance. Miejscowość podlegała pod Sąd Grodzki w Oszmianie i Okręgowy w Wilnie; właściwy urząd pocztowy mieścił się w Murowanej Oszmiance.